# Eustala bucolica
Eustala bucolica là một loài nhện trong họ Araneidae.
Loài này thuộc chi Eustala. Eustala bucolica được Arthur Merton Chickering miêu tả năm 1955.